# Marcy Borders
Marcy Borders, née le 12 juillet 1973 et morte le 24 août 2015 était une assistante juridique américaine qui travaillait pour la Bank of America, principalement connue pour avoir survécu à l'effondrement de la tour nord du World Trade Center lors des attentats du 11 septembre 2001. Une photographie prise par Stan Honda (photographe pour l'AFP) la montre couverte de poussière, une image devenue emblématique, qui lui vaudra le surnom de "The Dust Lady" (« La Dame de Poussière »).
Cette image est devenue un symbole marquant des événements de ce jour.

## Biographie
Marcy Borders est née à Bayonne, dans le New Jersey, aux  États-Unis, le 12 juillet 1973. Elle travaille en tant qu'employée de banque à la Bank of America, au World Trade Center, lorsque les attentats du 11 septembre 2001 ont lieu.

### Les attentats du 11 septembre 2001
Le 11 septembre 2001, alors qu'elle est au 81e étage de la tour nord du World Trade Center, Marcy Borders fuit le bâtiment après que l'avion du vol 11 d'American Airlines s'est écrasé sur la tour. Elle descend par les escaliers, parvient à sortir du bâtiment et entre dans un immeuble voisin pour se protéger. C'est à ce moment-là qu'elle est photographiée par Stan Honda, photographe de l'Agence France-Presse, entièrement recouverte de poussière après l'effondrement de la tour sud. La photographie, surnommée "Dust Lady" (la dame couverte de poussière), a circulé dans le monde entier et est devenue un symbole visuel des conséquences humaines des attentats.

### Conséquences sur sa santé
Après les attentats, Marcy Borders a été profondément traumatisée et a lutté pendant de nombreuses années contre des troubles mentaux, notamment la dépression et l'anxiété. Elle a également développé une addiction à l'alcool et aux drogues pour tenter de faire face à son traumatisme, mais elle est finalement parvenue à s'en sortir après plusieurs années de lutte.
En août 2014, Marcy Borders a reçu un diagnostic de cancer de l'estomac, qu'elle a attribué aux poussières toxiques inhalées lors de l'effondrement des tours. Elle a exprimé publiquement ses craintes que sa maladie soit liée à sa présence sur le site du World Trade Center ce jour-là :
« I'm saying to myself "Did this thing ignite cancer cells in me?". I definitely believe it because I haven't had any illnesses. I don't have high blood pressure, high cholesterol, diabetes. » (« Je me dis : "Est-ce que cette chose a enflammé des cellules cancéreuses en moi ?". Je le crois vraiment parce que je n’ai eu aucune maladie. Je n’ai pas d’hypertension artérielle, d’hypercholestérolémie, de diabète » en anglais).

### Décès
Marcy Borders décède le 24 août 2015 à l'âge de 42 ans des suites de son cancer. Son histoire a continué de marquer la mémoire collective et elle est régulièrement mentionnée lors des commémorations des attentats du 11 septembre.